# Ludwig von Heßberg
Ludwig von Heßberg,  auch Ludwig von Hesberg oder Louis von Hesberg, (* 15. Mai 1788 in Betzigerode; † 1. Mai 1872 in Kassel) war ein preußischer, später westphälischer und zuletzt kurhessischer Offizier und ein religiöser Eiferer.

## Familie
Er war der jüngste Sohn des Gutsbesitzers und hessen-kasselischen Hauptmanns a. D. Ernst Ludwig von Heßberg (1738–1796) aus dessen erster Ehe mit Marie Wilhelmine geb. Goddaeus (1749–1788), Tochter des hessen-kasselschen Majors Heinrich Goddaeus und dessen Ehefrau Dorothea Elisabeth geb. Ewald. Seine Mutter starb im Kindbett am Tage nach seiner Geburt, und sein Vater heiratete daraufhin im folgenden Jahre deren 13 Jahre jüngere Schwester Marie Amalie Goddaeus (1762–1802).
Ludwig war der jüngste Bruder des kurfürstlich-hessischen Kriegsministers Georg von Heßberg (1777–1852). Drei weitere Brüder kamen auf Napoleons Russlandfeldzug 1812 ums Leben.
Die Familie von Heßberg gehört seit dem Jahr 1820 zur Althessischen Ritterschaft.

## Leben
Einer Familientradition folgend ging er schon früh zum Militär. Mit zwölf Jahren wurde er 1800 Kadett in der preußischen Armee. Sechs Jahre später kämpfte er im Rang eines Sekondeleutnants bei Jena. Danach quittierte er den preußischen Dienst und trat in die Armee des napoleonischen Königreichs Westphalen ein, wo er bis zu den Befreiungskriegen bei den Garde-Jägern diente. Im Juni 1810 wurde er zum Premierleutnant, 1812 zum Kapitän befördert. Bei Napoleons Russlandfeldzug 1812 nahm er an den Schlachten bei Smolensk, Borodino und der Beresina teil. Im Dezember 1813, nach dem Ende des Königreichs Westphalen, trat er in kurfürstlich-hessischen Dienst, und an den Feldzügen 1814/15 gegen Napoleon nahm er als Kapitän im 3. kurhessischen Linien-Infanterie-Regiment teil. 1829 wurde er zum Major befördert und zum Bataillonskommandeur im gleichen Regiment ernannt. 1833 ging er im Rang eines Oberstleutnants à la suite in den Ruhestand.
Heßberg begann 1838, seinen „Aufruf zur Begründung einer christlichen Gemeinde“ zu verfassen, und veröffentlichte ihn 1840. Darin forderte er die Errichtung des Reichs Gottes auf Erden. Ein zentraler Punkt war dabei die Aufgabe fast jeglichen Eigentums zugunsten eines Gemeinbesitzes. Trotz erheblicher Anstrengung gelang es Heßberg nicht, auf dieser Basis eine Gemeinde zu etablieren. Kurz nach seiner Veröffentlichung verlor Heßberg seine à la suite-Stellung, und er zog sich daraufhin völlig aus der Öffentlichkeit zurück.
Bemerkenswert ist allerdings, dass Heßberg durch Wilhelm Weitling mit seinen Ideen auf die frühe deutsche Arbeiterbewegung in der Schweiz gewirkt hat.
Ludwig von Heßberg starb im Alter von 84 Jahren am 1. Mai 1872 in Kassel.

## Werke
- Aufruf zur Begründung einer christlichen Gemeinde nach dem Lebensbild des Erlösers und in des Gesetzes Erfüllung : die Versöhnung der Welt mit Gott, empfangen zu Cassel am 6. August 1838. Selbstverlag. Kassel 1840.